# Conservación de los loris perezosos

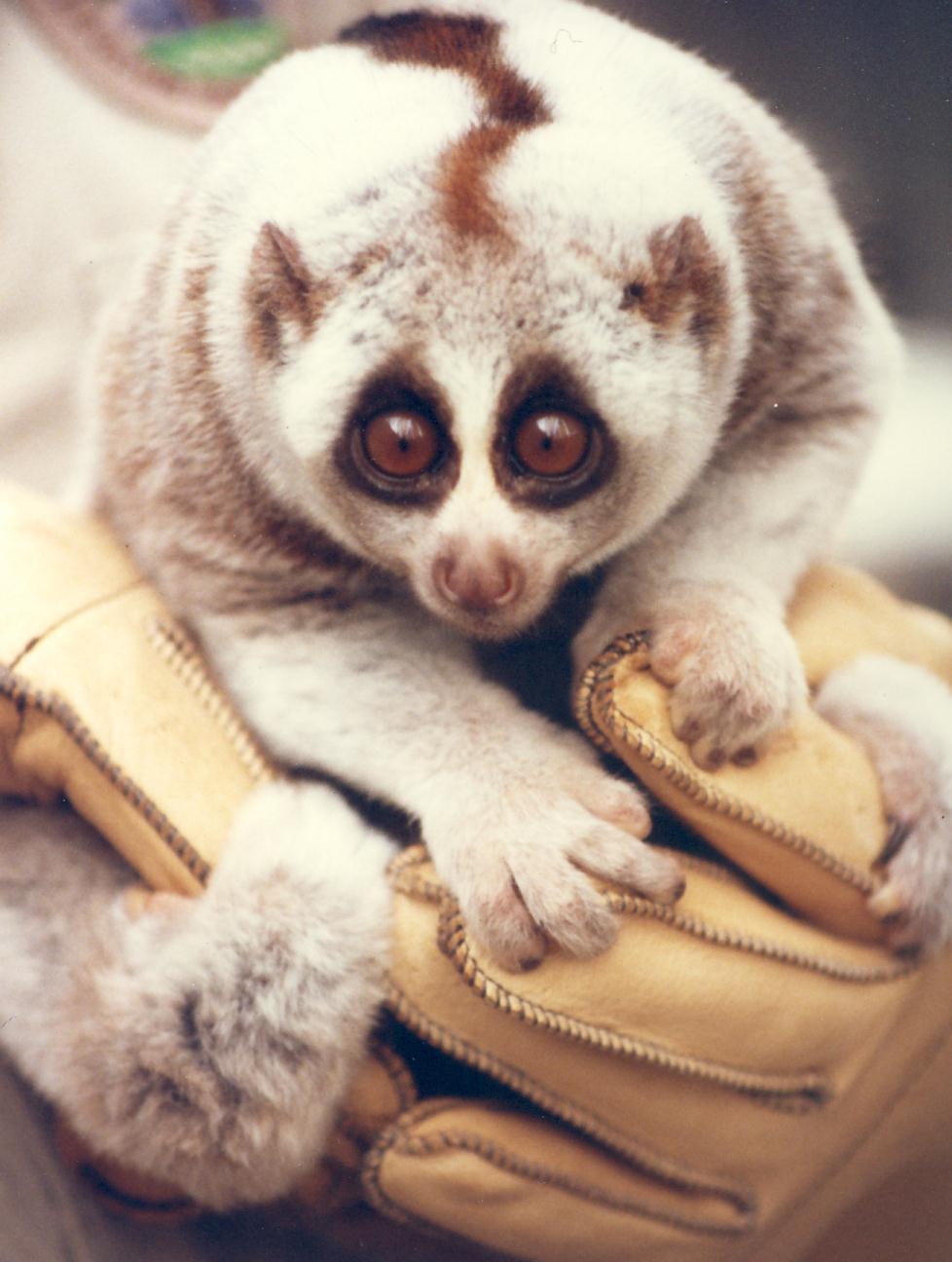
Los loris perezosos, como este loris perezoso de Bengala (Nycticebus bengalensis) alguna vez se consideraron comunes, pero ahora se reconocen como especies amenazadas.

Los loris perezosos son primates estrepsirrinos nocturnos del género Nycticebus que viven en las selvas tropicales del sur y sureste de Asia. Están amenazados por la pérdida y fragmentación del hábitat a causa de la deforestación, la tala selectiva y la agricultura de tala y quema, así como por la recolección y la caza para el comercio de vida silvestre, incluido el comercio de mascotas exóticas, y para su uso en la medicina tradicional y como carne de animales silvestres. Debido a estas y otras amenazas, las cinco especies de loris perezosos están catalogadas como "vulnerables" o "en peligro" por la Unión Internacional para la Conservación de la Naturaleza (UICN). Su estado de conservación se incluyó originalmente como "Preocupación menor" en el año 2000 debido a encuestas de población imprecisas y la frecuencia con la que se encontraban estos primates en los mercados de animales. Debido a sus poblaciones en rápido declive y extinciones locales, su estado se actualizó y en el 2007 la Convención sobre el Comercio Internacional de Especies Amenazadas de Fauna y Flora Silvestres (CITES) las elevó al Apéndice A, que prohíbe el comercio internacional. Las leyes locales también protegen a los loris perezosos de la caza y el comercio, pero falta su aplicación en la mayoría de las áreas.
Las creencias tradicionales sobre los loris perezosos han sido parte del folclore del sureste asiático durante al menos varios cientos de años. Sus restos se entierran debajo de las casas y los caminos para traer buena suerte, y cada parte de su cuerpo se usa en la medicina tradicional para fabricar productos que van desde pociones de amor hasta curas no comprobadas para el cáncer, la lepra, la epilepsia y las enfermedades de transmisión sexual. Los principales usuarios de esta medicina tradicional son mujeres urbanas de mediana edad que son reacias a considerar alternativas. 
A pesar de ser mascotas mediocres y difíciles de cuidar, con una peligrosa mordedura tóxica, y un ciclo de sueño opuesto al de los humanos, una gran cantidad de loris perezosos se comercializan como mascotas, tanto a nivel local como internacional. Aunque es ilegal importar loris perezosos para la venta comercial, son mascotas exóticas populares en su área de distribución nativa, como Japón y partes de Europa. Esto se debe principalmente a su apariencia tierna, popularizada en videos de YouTube muy vistos, que se debe en parte a sus grandes ojos, que son adaptaciones a un estilo de vida nocturno. Se han confiscado cientos de loris perezosos en los aeropuertos, pero debido a que son fáciles de ocultar, es probable que estos números sean solo una pequeña fracción del número total que se trafica. Los comerciantes cortan o arrancan los dientes de los loris perezosos para que parezcan una mascota adecuada para los niños pequeños, pero esta práctica a menudo produce una pérdida extrema de sangre, infecciones y la muerte. Los loris perezosos que carecen de dientes no podrían valerse por sí mismos y, por lo tanto, no se reintroducen en la naturaleza. La mayoría de los loris cautivos en el comercio de mascotas también reciben un cuidado inadecuado y mueren por mala nutrición, estrés o infección. A pesar de ello, la demanda ha aumentado, y los loris perezosos ya no se capturan de forma oportunista, sino que ahora se cazan a escala comercial con linternas, de las que los animales no huyen.
Las áreas protegidas conectadas son importantes para la conservación de los loris perezosos porque estos primates no están adaptados para viajar largas distancias por tierra. La capacitación de los funcionarios encargados de hacer cumplir la ley ayuda a mejorar la identificación y el conocimiento de su protección legal. Los santuarios y las instalaciones de rescate están disponibles para brindar atención temporal y de por vida a los loris perezosos confiscados. Las poblaciones de algunos zoológicos han presentado dificultades para su reproducción en cautiverio, aunque el loris perezoso pigmeo parece adaptarse a la situación en algunas instalaciones, como el Zoológico de San Diego.

## Antecedentes
Los loris perezosos (género Nycticebus) son primates que pertenecen al suborden Strepsirrhini. Se encuentran en todo el sur y sureste de Asia y las islas circundantes, y viven en el dosel superior de las selvas tropicales. Son de hábitos nocturnos; durante el día duermen acurrucados en las horquetas de los árboles. Los loris perezosos son trepadores lentos y pausados y rara vez llegan al suelo. Tienen cara redonda, pelaje lanoso, una raya oscura en la espalda y una cola que se reduce a un muñón. La subespecie más común, Nycticebus coucang, tiene una longitud de su cabeza y cuerpo que varía de 27 a 38 cm. La variedad Nycticebus pygmaeus mide entre 18 y 21 cm. Los miembros superiores e inferiores son prácticamente de la misma longitud; las manos y pies son especialmente fuertes, comparados con otras variedades del género. Los loris perezosos son solitarios o viven en parejas; los machos son territoriales y marcan sus territorios con orina. Su dieta consiste en moluscos, pequeños vertebrados y frutas.
Los loris perezosos pueden producir una secreción en su glándula braquial (una glándula en su brazo) que, cuando se mezcla con su saliva, crea una toxina volátil y nociva que, si es necesario, puede administrarse al morder a un agresor. La mordedura causa una hinchazón dolorosa y tarda en sanar; la toxina es leve y no suele ser mortal, aunque es posible que se produzca una reacción anafiláctica.
Actualmente se reconocen cinco especies. El loris perezoso de Java (N. javanicus) es originario de la isla indonesia de Java, mientras que el loris perezoso de Borneo (N. menagensis) se puede encontrar en Borneo y las islas cercanas, incluidas las islas Sulu en Filipinas. El loris perezoso de Sunda se encuentra en la isla indonesia de Sumatra, así como en Malasia peninsular, Singapur y Tailandia. Las otras dos especies se encuentran completamente en el continente, con el loris perezoso de Bengala (N. bengalensis) originario de Bangladés, Camboya, el sur de China, el noreste de India, Laos, Myanmar, Tailandia y Vietnam y el loris perezoso pigmeo (N. pygmaeus) que se encuentra en Camboya, Laos, Vietnam y el sur de China.

## Amenazas en la naturaleza

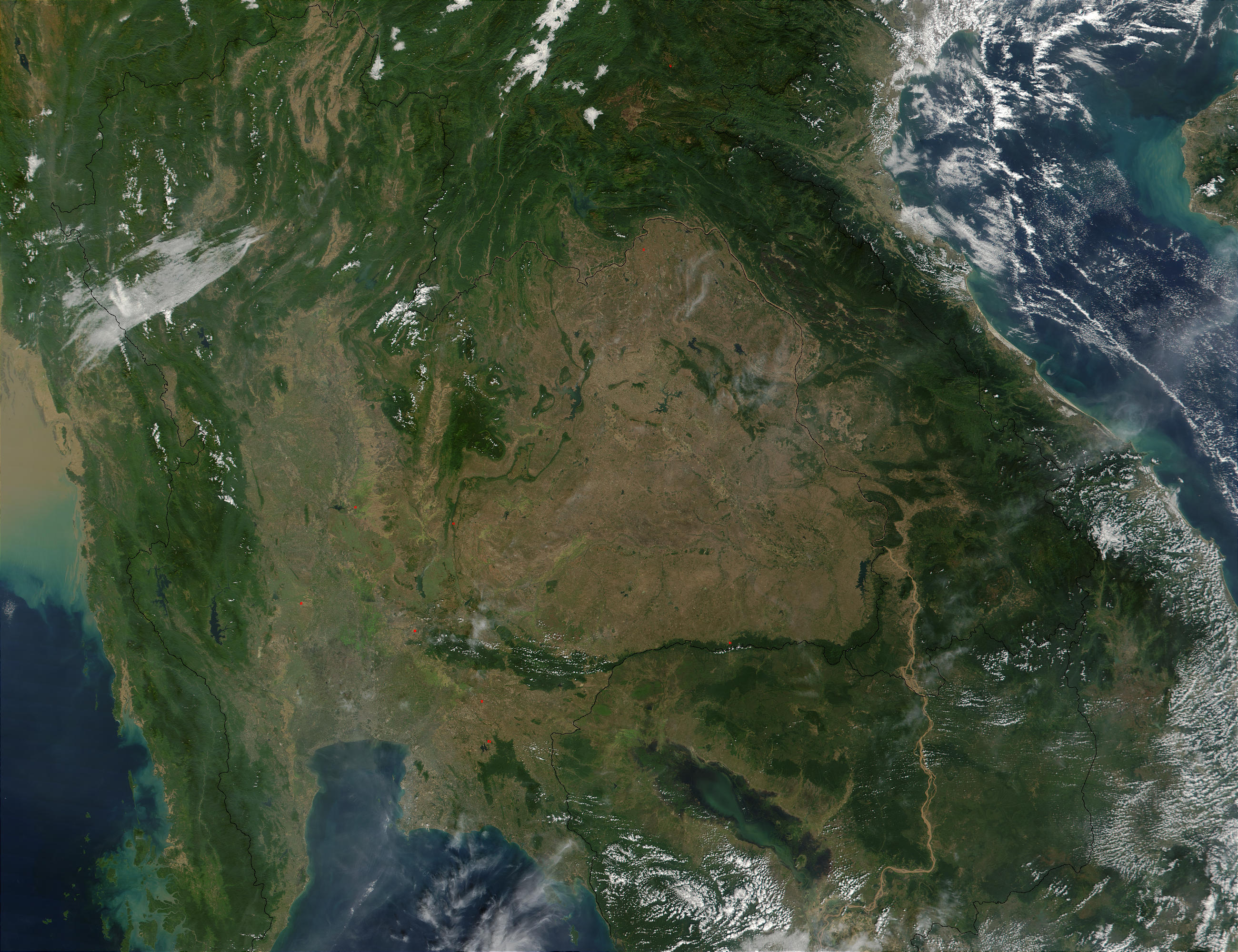
La deforestación es una amenaza para los loris perezosos en toda su área de distribución. En 2001, el sureste asiático continental había perdido gran parte de su cubierta forestal.

Los loris perezosos están amenazados por la deforestación y el comercio de vida silvestre, que incluye el comercio de mascotas exóticas, la medicina tradicional y la carne de animales silvestres. Otras amenazas incluyen la construcción de carreteras, la tala selectiva y la agricultura de tala y quema.  La fragmentación del hábitat obstruye la dispersión biológica de estas especies que dependen de enredaderas y lianas para moverse de un árbol a otro. En consecuencia, los loris perezosos se encuentran muertos en las líneas eléctricas o son víctimas de atropellamientos en áreas donde los caminos separan áreas de bosque entre sí.
Todas las especies están clasificadas como "Vulnerables" o "En peligro" por la Unión Internacional para la Conservación de la Naturaleza (UICN). Las poblaciones están disminuyendo rápidamente y su distribución se está volviendo irregular debido a las extinciones locales en toda su área de distribución. Aunque todas las especies están protegidas por ley en todos los países en los que se encuentran, los esfuerzos de conservación se ven obstaculizados por la falta de conciencia pública, ya que muchos aldeanos locales y compradores remotos de especímenes en cautiverio desconocen su estado de peligro. El reconocimiento y la conciencia de los loris perezosos es incluso bajo entre el personal del parque nacional. En lugares como Vietnam, donde comúnmente se han encontrado estos primates nocturnos, la mayoría de los aldeanos locales no estaban familiarizados con ellos cuando se les mostraban fotos. Solo unos pocos cazadores mayores los reconocieron, pero señalaron que no los habían visto en más de 10 o 15 años.
Tradicionalmente, se pensaba que los loris perezosos consistían en muy pocas especies y se consideraba que eran comunes en todo el sureste asiático. Estas suposiciones se debían a su comportamiento nocturno y su alta frecuencia de aparición en los mercados de animales de toda la región. Además, los investigadores del siglo XX y anteriores perpetuaron la idea de que los loris perezosos eran comunes al informarlos como presentes o ausentes en lugar de señalar las bajas densidades de población en su investigación de campo. Como resultado, los loris perezosos rara vez se estudiaron, lo que resultó en la evaluación inicial del estado de conservación de "Menor Riesgo/menor preocupación" (MR/mp) en la Lista Roja de la UICN (versión 2.3) en el 2000. Incluso a mediados de la década del 2000, las estimaciones de población se basaban únicamente en investigaciones de escaso alcance.
En 2009, el primatólogo James Thorn utilizó modelos de nicho ambiental en Indonesia para complementar los datos de población deficientes recopilados hasta esa fecha, con el objetivo de predecir el hábitat restante disponible para los loris perezosos en las islas de Sumatra, Java y Borneo. Estas estimaciones indicaron que el loris perezoso de Java era el más amenazado por la pérdida de hábitat, seguido por el loris perezoso de Sunda de Sumatra. El loris perezoso de Borneo estaba en una mejor situación ya que gran parte de su área de distribución se compone de áreas de bajo riesgo. Tanto el loris perezoso de Bengala como el loris perezoso pigmeo se encuentran en más de 20 áreas protegidas, aunque sus poblaciones son bajas o insuficientemente registradas.
En Indonesia, la tala y el desmonte de tierras para la agricultura han provocado grandes incendios forestales, primero entre 1982 y 1983, cuando se quemaron 27 000 km² (10 000 millas cuadradas) en Kalimantan, y luego nuevamente entre 1997 y 1998 cuando los incendios destruyeron 23 750 km² (9170 millas cuadradas) en Kalimantan y Sumatra. Estos incendios ocurrieron dentro del área de distribución nativa de las poblaciones de loris perezosos.
Aunque la pérdida de hábitat ha sido significativa en toda la zona de distribución de los loris perezosos, su declive está más estrechamente relacionado con el comercio insostenible, ya sea de mascotas exóticas o de medicina tradicional. Los loris perezosos abundan en los mercados y se encuentran entre los primates más vendidos.
Los loris perezosos son fáciles de atrapar porque no saltan de un árbol a otro, a menudo se detienen completamente y se cubren la cara cuando los ven. (Por esta razón, los indonesios los llaman malu malu o "el tímido"). No solo son capturados por cazadores expertos, sino que también los aldeanos oportunistas los atrapan fácilmente debido a la recompensa monetaria que produce su venta en los mercados.

## Tradiciones y creencias que afectan la conservación
Las creencias y los usos tradicionales de los loris perezosos varían, y muchas prácticas parecen tener raíces profundas que se remontan al menos a 300 años. Las tradiciones orales sugieren que estas prácticas se remontan aún más atrás. A fines del siglo XIX y principios del siglo XX, se informó que la gente del interior de la isla de Borneo creía que los loris perezosos eran los guardianes de los cielos y que cada persona tenía un loris perezoso personal esperándolos en el más allá. Sin embargo, con mayor frecuencia, los loris perezosos se utilizan en la medicina tradicional o para protegerse del mal.
En la provincia de Mondulkiri en Camboya, los cazadores creen que los loris tienen la capacidad de curar sus propios huesos rotos inmediatamente después de caerse de una rama y así volver a trepar al árbol. Creen que los loris perezosos tienen poderes medicinales porque se requiere más de un golpe con un palo para provocarles la muerte. Los cazadores también creen que ver un loris perezoso traerá mala suerte en un viaje de caza. En la provincia de Sumatra del Norte, se cree que el loris perezoso trae buena suerte si se entierra bajo los cimientos de una casa. Del mismo modo, los aldeanos preocupados por la seguridad del tránsito vial creen que enterrar un loris perezoso debajo de una carretera puede evitar accidentes. En Java se cree que poner un trozo de su cráneo en una jarra de agua haría al esposo más dócil y sumiso, como un loris perezoso durante el día. Además, las partes de su cuerpo eran usadas para lanzar maldiciones a los enemigos en el norte de Sumatra.
Más recientemente, los investigadores han documentado la creencia de que el consumo de carne de loris era un afrodisíaco para mejorar el "poder masculino". Históricamente, la vesícula biliar del loris perezoso de Bengala se ha utilizado para hacer tinta para tatuajes por parte de los ancianos de las aldeas en las provincias de Pursat y Koh Kong en Camboya.

## Protección legal
El comercio de loris perezosos, ya sea como mascotas o para la medicina, es ilegal debido a que todas las naciones en las que se encuentran de forma natural tienen leyes que los protegen. Camboya los cataloga como protegidos, con penas de un mes de prisión y multas de 2,50 a 250 dólares en 2010 para quien los capture, cace, envenene o transporte. En Indonesia, el comercio del loris perezoso es ilegal desde 1973, cuando el Ministerio de Agricultura aprobó el Decreto n.º 66. Esta normativa se aclaró en 1999 con el Reglamento Gubernamental n.º 7 ("Protección de la flora y la fauna silvestres") y el Acta n.º 5 ("Conservación de la biodiversidad"). Los infractores están sujetos a cinco años de prisión y a una multa de 100 millones de rupias (aproximadamente 10.000 dólares estadounidenses).
La Convención sobre el Comercio Internacional de Especies Amenazadas de Fauna y Flora Silvestres (CITES) incluyó por primera vez las dos especies conocidas de loris perezoso en el Apéndice B el 7 de enero de 1975. Todas las nuevas especies identificadas se incluyeron en el Apéndice B el 2 de abril de 1977, cuando todos los primates recibieron protección del Apéndice A o del Apéndice B. El Apéndice B sólo requiere un permiso de exportación para el comercio internacional, siempre y cuando el comercio no tenga un impacto negativo en la supervivencia de las poblaciones silvestres. Sin embargo, la mayor parte del comercio de loris perezoso es ilegal y suele implicar el contrabando a Japón. La falta de comercio legal notificada a la Secretaría de CITES se muestra en la base de datos de comercio de CITES, donde se ha notificado un comercio mínimo por parte del CITES hasta 2007. A pesar de ello, los loris perezosos seguían siendo vulnerables al comercio internacional bajo el Apéndice B, y el desenfrenado comercio de mascotas en el sudeste asiático era otro motivo de preocupación. Como resultado, Camboya propuso que los loris perezosos fueran elevados al Apéndice A, que prohíbe que las especies sean comercializadas internacionalmente con fines mercantiles y requiere que se gestionen permisos de importación y exportación para ciertos tipos de mercado no comercial, como la investigación científica. La propuesta abarcaba las tres especies reconocidas en ese momento, —el loris perezoso de Sunda, el loris perezoso de Bengala y el loris perezoso pigmeo—, porque tradicionalmente se han gestionado de forma colectiva debido a la falta de conocimientos sobre cómo distinguirlas.
Antes de la conferencia de la CITES en la que se votaría por la propuesta, el apoyo al cambio de estatus propuesto parecía ser limitado debido a la escasa cantidad de comercio legal registrado. En abril de 2007, el grupo conservacionista sin ánimo de lucro ProFauna Indonesia trajo la atención de los medios de comunicación con una manifestación celebrada en Malang, Java. En la manifestación, —un llamamiento para aumentar la protección de los loris perezosos—, los miembros de la organización se colgaron de los puentes mientras sostenían pancartas en las que se podía leer "Stop jual kukang" ("Detengan el comercio de loris perezosos") y "Jangan beli kukang" ("No compren loris perezosos"). Desde principios hasta mediados de junio, se celebró en La Haya (Países Bajos) la 14.ª Conferencia de las Partes de la CITES (CITES COP-14). El 8 de junio, Camboya presentó la propuesta junto con su justificación, a la que siguió Indonesia anunciando su apoyo, junto con Japón, India, Laos, Tailandia, Estados Unidos, la Unión Europea, Catar y muchas organizaciones no gubernamentales (ONG). Aunque la propuesta fue aprobada por consenso, algunos grupos conservacionistas se opusieron con el argumento de que el sentimiento estaba prevaleciendo por sobre el análisis racional.
A pesar de la protección añadida que supone el estatus de Apéndice A de la CITES, los loris perezosos salvajes siguen recibiendo poca protección porque la aplicación de la prohibición del comercio internacional es difícil y las sanciones son menores. Los loris perezosos se siguen encontrando en grandes cantidades en los mercados de animales, sobre todo en Camboya e Indonesia, pero los comerciantes no muestran ninguna preocupación por ser hallados en situación de delito. Durante un estudio de Nekaris et al. publicado en 2010, los vendedores de Medan, Yakarta y Surabaya hablaron libremente con los investigadores sobre cómo obtienen loris perezosos, sus usos en medicina, los precios y el número de ventas. Los mercados no estaban ocultos, sino que estaban abiertos todos los días en una zona designada de la ciudad. Incluso las fuerzas del orden están implicadas en el comercio, ya que los guardabosques y la policía admiten la compra del loris perezoso con fines medicinales. La esposa de otro agente de la ley de la provincia de Mondol Kirí, en Camboya, es una de las vendedoras más notables de partes de loris perezosos.

## Comercio de fauna silvestre

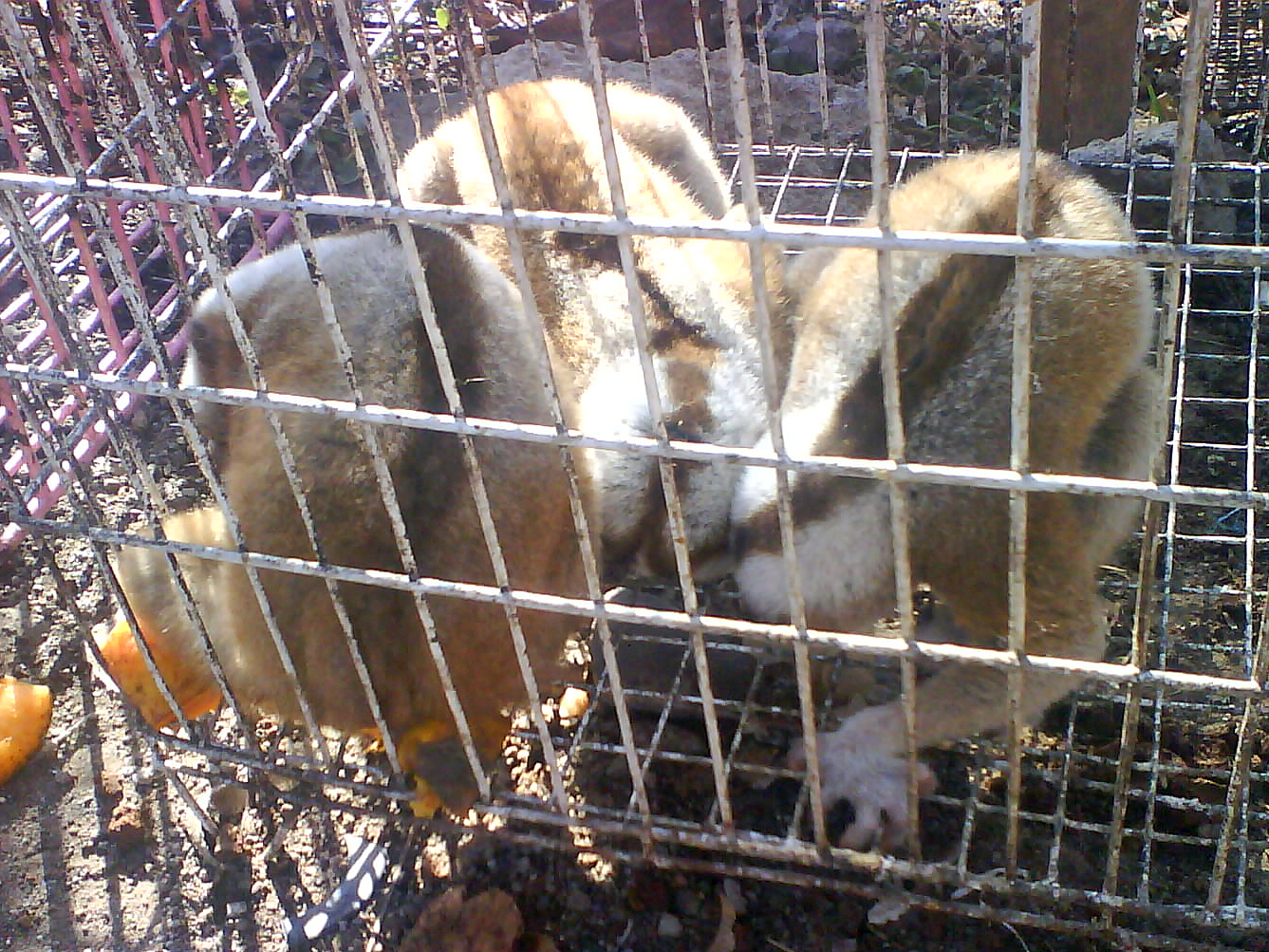
Los loris perezosos se venden en el sudeste asiático como mascotas o para su uso en la medicina tradicional.

Los seres humanos llevan cazando mamíferos en Asia desde hace al menos 40 000 años, pero hasta hace poco, los loris perezosos solo se cazaban a un nivel sostenible. Sin embargo, la actividad de los cazadores desde la década de 1960 se ha vuelto cada vez más insostenible, lo que ha llevado a la sobreexplotación, debido a la creciente demanda, la disminución de la oferta y el consiguiente aumento del valor de la fauna silvestre comercializada. En 1985 empezaron a aparecer grandes mercados de animales salvajes en Nom Pen y Sen Monorom, Camboya, a los que siguió rápidamente el desarrollo de redes de cazadores, comerciantes e intermediarios. Las luces de las linternas facilitan la detección de los loris perezosos por la noche debido al brillo de sus ojos, y en la década de 1990 empezó la captura comercial a gran escala de loris perezosos cuando estuvieron disponibles las baterías mejoradas para reflectores.
El afán por capturar animales salvajes, y en particular loris perezosos, está cada vez más dominado por la demanda de las zonas urbanas de gran riqueza, que sustituye a la caza de subsistencia que tradicionalmente se realizaba en las zonas rurales pobres. En el caso de los primates longevos, como los loris perezosos, las poblaciones se reponen lentamente. Los loris perezosos son especialmente vulnerables porque tienden a quedarse inmóviles cuando son avistados. Por último, el incremento en el acceso a las nuevas tecnologías, como la mejora del transporte, las armas de fuego, las trampas de alambre y los reflectores, han facilitado la caza y han llevado los niveles de captura más allá del punto de sostenibilidad. Estos nuevos factores amenazan la supervivencia de los loris perezosos.
La caza oportunista de loris ha sido una práctica tradicional, por ejemplo, cuando se tala un árbol en el que vive el primate. Cuando se talan los bosques para crear plantaciones de palma aceitera (Elaeis guineensis) o para construir viviendas, se recogen los loris de los árboles y se venden al "hombre loris", que a su vez los vende en las ciudades. Los madereros de Kalimantan y Aceh también venden loris perezosos a los comerciantes, y como los primates se aferran a las ramas en lugar de huir, a menudo son transportados cientos de kilómetros en las ramas originales de los árboles a los que se aferraron.

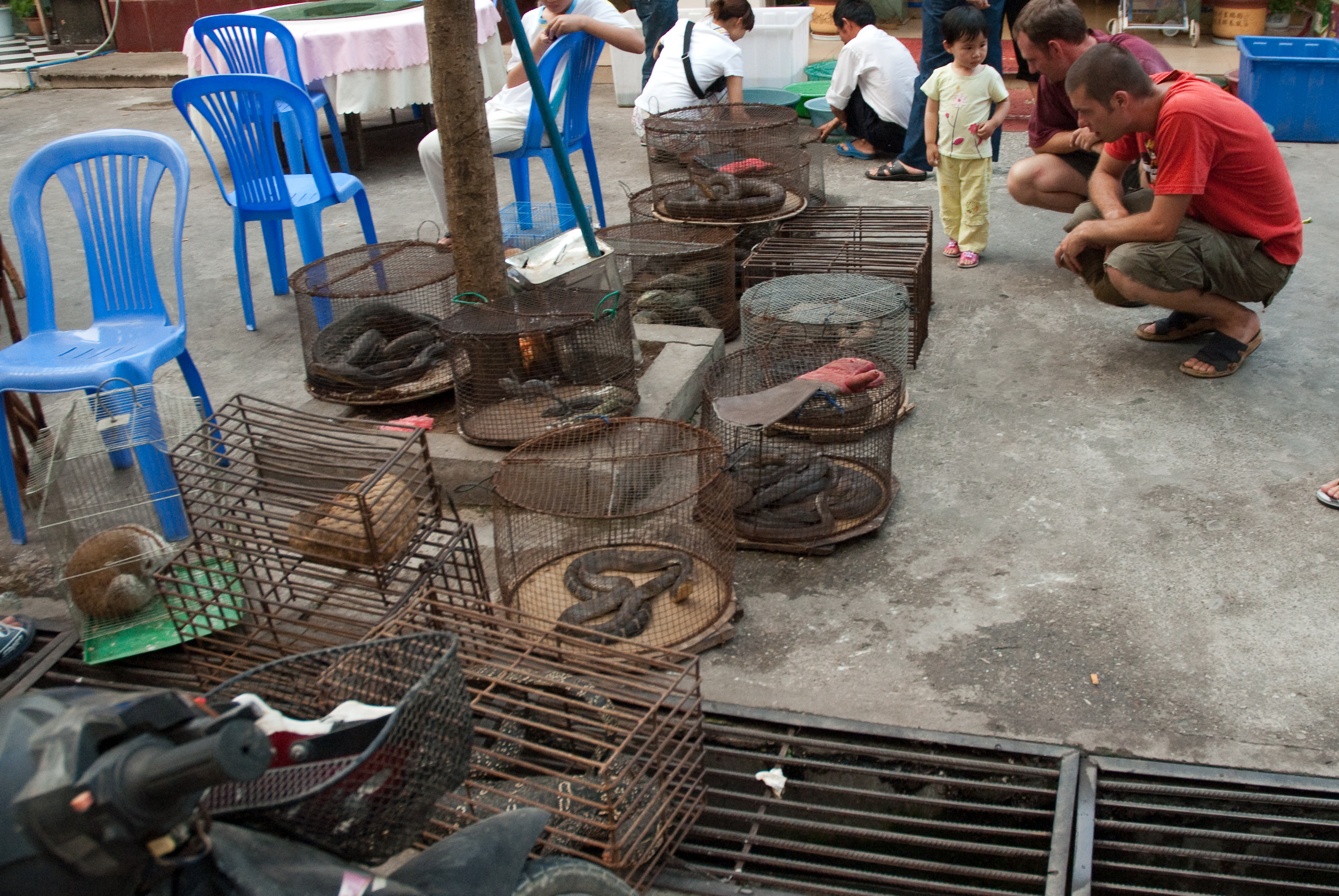
Los loris perezosos y otros animales salvajes exóticos se venden en el país cada año en mercados de animales al aire libre, como este de Myanmar

La demanda de los intermediarios y de las mafias especializadas, en el comercio de animales ha aumentado la rentabilidad de la caza de loris perezosos y ha llevado a muchos cazadores a trepar o sacudir los árboles para capturar todos los que ven. En la provincia de Mondulkiri, en Camboya, se sacuden los árboles donde se encuentran los loris perezosos hasta que éstos caen y una vez en tierra son apaleados hasta la muerte. En Indonesia, los loris perezosos tienen más valor cuando están vivos, por lo que los cazadores se suben a los árboles para alcanzarlos y les colocan un palo en forma de V alrededor del cuello para inmovilizarlos. Si el loris perezoso se encuentra con una cría, a menudo se mata al padre.
Los intermediarios compran hasta 30 loris perezosos a los cazadores rurales en una amplia zona y luego los venden en los principales mercados de las ciudades por entre 300 000 y 500 000 rupias (entre 32 y 54 dólares) cada uno. Los turistas occidentales y los expatriados pagan hasta 1 000 000 de rupias (108 dólares). Los comerciantes han informado a los investigadores de que tienen dificultades para seguir el ritmo de la demanda, y un comerciante afirmó haber vendido casi 1.200 loris perezosos pigmeos durante 2001–2002. Cientos de loris perezosos se venden cada año en Indonesia en mercados de animales al aire libre (o "mercados de aves"), así como en centros comerciales. Los loris perezosos son el primate protegido que más se vende en estos mercados. El comercio de animales vivos es el más común, y sólo el 13,6% de los loris perezosos se comercializan muertos, en la venta de alguna de sus partes. En Nom Pen, Camboya, durante la década de 1990, los observadores contaron hasta 204 loris perezosos a la venta en una sola tienda; en 2007, un mercado de la provincia de Mondulkiri exhibía 30 especímenes disecados. Un total de 234 loris perezosos fueron confiscados por la Administración Forestal-Alianza para la Vida Silvestre entre 2002 y 2006. En Indonesia, se comercializaron a nivel nacional entre 6.000 y 7.000 loris perezosos entre el año 2000 y el 2006. En cuanto al comercio internacional, Laos, Camboya y Tailandia fueron los mayores exportadores, y las exportaciones disminuyeron para todas las especies excepto para el loris perezosos pigmeos entre 1998 y 2007 (en comparación con 1978–1997).

### Medicina tradicional
Los loris perezosos se utilizan habitualmente en la medicina tradicional en toda su área de distribución, una práctica de la que se tiene constancia al menos desde 1900. Cada año se capturan miles de loris perezosos para este uso. Muchos factores humanos impulsan el comercio de partes de loris perezosos, incluidas las costumbres sociales, los factores económicos y los sistemas de creencias tradicionales.
En Camboya la arraigada tradición de utilizar en la medicina tradicional tanto los loris perezosos de Bengala como los pigmeos está muy extendida, y el loris perezoso pigmeo es el animal más solicitado en las tiendas de medicina tradicional de la capital de Camboya, Nom Pen. Algunas personas del país creen que los loris perezosos disecados pueden curar el cáncer. Los loris perezosos también se ahúman para otros remedios tradicionales. Los practicantes de la medicina tradicional jemer de esa región afirman que las medicinas elaboradas con loris perezosos pueden curar 100 enfermedades, y algunos practicantes del Centro Nacional de Medicina Tradicional informan que los loris perezosos a veces se asan vivos bajo el supuesto de que esto aumenta la potencia de la medicina. Los loris perezosos también se queman vivos, lo que hace que sus ojos estallen y liberen un líquido llamado minyak kukang (o aceite de loris), que se utiliza en la magia negra y en la medicina tradicional y se presume que tiene cualidades vivificantes y actúa como poción de amor.
En el caso del loris perezoso de Bengala, todas sus partes, —incluidos el cerebro, la orina y la piel—, se utilizan en la medicina tradicional para curar las heridas y el reumatismo. Con los loris perezosos de Sunda, se intercambia piel, patas, esqueletos y cráneos. Se afirma que la piel cura heridas, la carne sirve para curar la epilepsia, el asma y problemas estomacales, y los ojos se usan en pociones de amor. El loris perezoso pigmeo se valora principalmente por el uso medicinal de su pelo, pero también se utiliza para hacer "pegamento de mono para huesos", una medicina utilizada principalmente por la población local, pero que a veces se vende a los visitantes. En general, llevar huesos de loris perezosos se considera de buena suerte y a veces se cree que la carne cura la lepra.
Los principales compradores de la medicina elaborada a partir de loris perezosos son mujeres de clase media y alta de entre 25 y 45 años que utilizan principalmente el tónico de vino de arroz de loris para aliviar el dolor del parto. Una botella de vino se elabora mezclando vino de arroz con los cadáveres de tres animales muertos. Los grupos minoritarios de Camboya también utilizan la medicina basada en los loris para el tratamiento de los huesos rotos, el asma y las enfermedades de transmisión sexual. Una encuesta realizada por la primatóloga Anna Nekaris et al. (2010) mostró que estos sistemas de creencias eran tan fuertes que la mayoría de los encuestados se mostraron reacios a considerar alternativas a las medicinas basadas en los loris.
En 1993, se encontraron 200 loris perezosos muertos extendidos en palos en los mercados de Phnom Penh. En otra tienda, se encontraron 150 loris perezosos muertos en dos cajas. Esto sugiere una caza a escala comercial, que ha tenido efectos dramáticos en las poblaciones locales. En aquel momento, esos loris perezosos disecados se vendían a 4,25 dólares. Sin embargo, los precios se duplicaron entre 1997 y 2007 y siguen subiendo. La mayoría de los vendedores (80%) encuestados en 2010 atribuyeron el aumento de los precios a la disminución del número de loris y al aumento del cumplimiento de la ley.

### Comercio de mascotas
Los loris perezosos se venden localmente en los mercados callejeros, pero también se venden internacionalmente a través de Internet y en tiendas de mascotas. Son especialmente populares o están de moda en Japón, especialmente entre las mujeres. Las razones de su popularidad, según la Sociedad de Conservación de la Vida Silvestre de Japón (JWCS, por sus siglas en inglés), son que "son fáciles de mantener, no lloran, son pequeños y muy lindos". Junto con el mono ardilla común (Saimiri sciureus), los loris perezosos son las mascotas primates más populares en Japón. Las tiendas de mascotas los anuncian con frecuencia, incluso en sus sitios web, con precios que oscilan entre los 1.500 y más de 5.000 dólares estadounidenses, o 450.000 yenes. A pesar de estos anuncios frecuentes, el Centro Mundial de Monitoreo de la Conservación (WCMC, por sus siglas en inglés) informó que solo se importaron unas pocas docenas de loris perezosos en 2006, lo que sugiere un contrabando frecuente. Los loris perezosos también se pasan de contrabando a China, Taiwán, Europa y Arabia Saudita para usarlos como mascotas. El contrabando y el comercio en Polonia y Rusia también son comunes según la investigadora Nekaris.
Debido a su "ternura", los videos virales de mascotas loris perezosos son algunos de los videos de animales más vistos en YouTube. En marzo de 2011, un video publicado recientemente de un loris perezoso sosteniendo una sombrilla de cóctel había sido visto más de dos millones de veces, mientras que un video anterior de un loris perezoso al que le hacían cosquillas había sido visto más de seis millones de veces. En ese momento, la mayoría de los espectadores no se dieron cuenta de que el comercio de mascotas de loris perezosos es ilegal o que el comportamiento dócil de los animales en los videos es una reacción defensiva pasiva para lidiar con el estrés. Por ejemplo, según Nekaris, el loris perezoso con el paraguas, que sufría una herida en la cabeza, estaba desorientado en el video por las luces brillantes y estaba agarrando el paraguas como si fuera un trozo de bambú de su hábitat nativo. Nekaris solicitó que YouTube elimine los videos, pero el periódico The Independent, con sede en el Reino Unido, informó que YouTube se negó a comentar sobre los videos de loris perezosos. Si bien YouTube actualmente tiene medios para que los espectadores marquen videos que involucren crueldad animal, pornografía y armas o drogas ilegales, no tiene medios para marcar videos que involucren animales traficados ilegalmente. El video de 'los loris perezosos haciendo cosquillas' finalmente se eliminó en febrero de 2012, después de haber recibido más de 9 millones de visitas y generado más de 12 mil comentarios. Durante la vigencia del video, ocurrieron dos eventos significativos asociados con la conservación del loris perezoso, la publicación en marzo de 2011 del artículo de Wikipedia en inglés sobre el tema y la transmisión en enero de 2012 de una producción de televisión de la BBC titulada Jungle Gremlins of Java; ambos eventos se asociaron con un aumento en la audiencia del video y se mencionaron a menudo en los comentarios realizados durante esos períodos (3,2 % y 13,3 %, respectivamente). El respaldo de celebridades estimuló la visualización del video sin proporcionar ningún aumento en la conciencia de conservación. Con el tiempo, la proporción de comentarios que indicaban el deseo de tener un loris perezoso como mascota se mantuvo alta pero tendió a la baja, mientras que la proporción de comentarios que indicaban conocimiento del estado legal y de conservación de los loris perezosos aumentó después de los eventos relacionados con la conservación, pero no siguió una tendencia a largo plazo. La eliminación del video se produjo poco después de la emisión del documental de la BBC, que demostraba la explotación de los loris perezosos para el comercio de mascotas. En 2015, Nekaris publicó que los loris perezosos también se utilizaron como fotografías promocionales en bares y playas frecuentadas por turistas. Este nuevo uso para el animal adquirido ilegalmente se deriva de la nueva popularidad que surgió de los videos y programas de televisión de YouTube ampliamente compartidos.

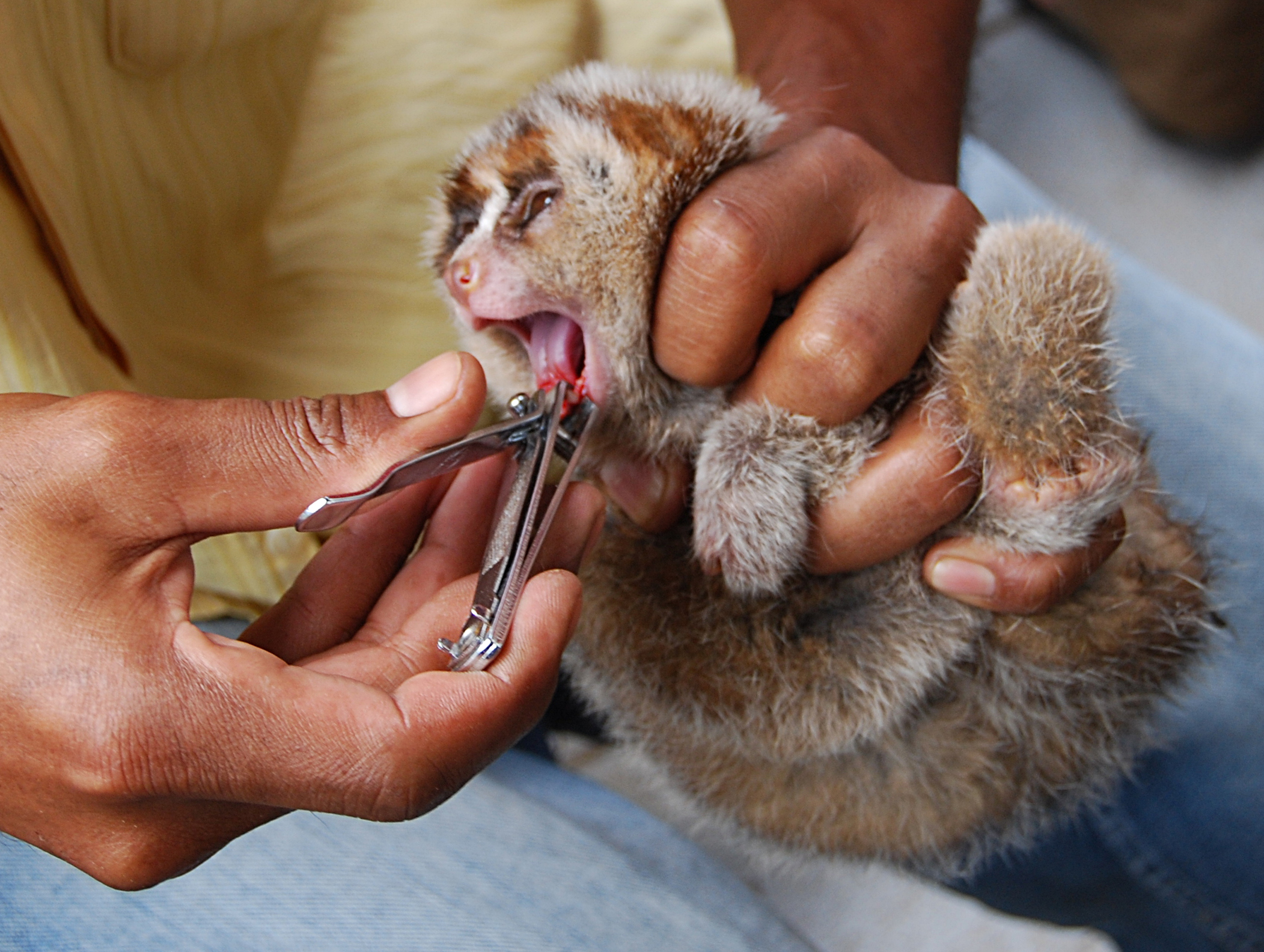
A los loris perezosos se les cortan o arrancan los dientes frontales antes de venderlos como mascotas, una práctica que a menudo resulta en infección y muerte.

Dentro de sus países de origen, los loris perezosos son mascotas exóticas muy populares. Las especies de Indonesia se venden principalmente como mascotas, a pesar de los mitos sobre sus propiedades mágicas y curativas. La población local los ve como un "juguete viviente" para los niños o los turistas occidentales o expatriados los compran por lástima (para salvar a los animales). Ni los compradores locales ni los extranjeros suelen saber nada sobre estos primates, su estado en peligro de extinción o que el comercio es ilegal. A fines de la década de 2000, los loris perezosos de Sunda se vendían regularmente en todo el mercado de aves de Medan en el norte de Sumatra. Según 59 encuestas mensuales y entrevistas con comerciantes locales, casi mil loris perezosos de origen local intercambiaron manos en el mercado. Durante los censos, se vieron entre 15 y 45 loris perezosos en el mercado.
El comercio internacional suele resultar en una alta tasa de mortalidad durante el tránsito, entre 30% y 90%. Los loris perezosos también experimentan muchos problemas de salud como resultado del comercio local e internacional. Para dar la impresión de que los primates son mascotas mansas y apropiadas para los niños, para proteger a las personas de su mordedura potencialmente tóxica, o para engañar a los compradores haciéndoles creer que el animal es un bebé, los comerciantes de animales extraem los dientes frontales con alicates, cortadores de alambre o cortaúñas. Esto da como resultado un sangrado severo, que a veces causa shock o la muerte, y con frecuencia conduce a una infección dental, que es fatal en el 90% de todos los casos. Sin sus dientes, los animales ya no pueden valerse por sí mismos en la naturaleza y deben permanecer en cautiverio de por vida. Los loris perezosos que se encuentran en los mercados de animales suelen tener bajo peso y estar desnutridos, y se les ha teñido el pelaje, lo que complica la identificación de especies en los centros de rescate. Hasta el 95% de los loris perezosos rescatados de los mercados mueren por infección dental o por un cuidado inadecuado.
Como parte del intercambio, los bebés son arrancados prematuramente de sus padres, dejándolos incapaces de eliminar su propia orina, heces y secreciones aceitosas de la piel de su pelaje. Los loris perezosos tienen una red especial de vasos sanguíneos en sus manos y pies, lo que los hace vulnerables a los cortes cuando se los saca de las jaulas de alambre en las que se mantienen. Los loris perezosos también son muy sensibles al estrés y no les va bien en cautiverio. Las infecciones, el estrés, la neumonía y la mala nutrición conducen a altas tasas de mortalidad entre los loris domésticos. Las dietas de los loris perezosos salvajes son poco conocidas. Los signos de una dieta inadecuada en cautiverio incluyen caries, diabetes, obesidad e insuficiencia renal. Los dueños de mascotas tampoco brindan la atención adecuada porque a menudo duermen cuando la mascota nocturna normalmente está despierta.

### Comercio internacional y contrabando
Uno de los primeros casos de contrabando de loris perezosos fue documentado por la Liga Internacional de Protección de Primates (IPPL, por sus siglas en inglés) en noviembre de 1974. El Departamento de Pesca y Caza de California, en San Francisco, encontró 15 loris perezosos en una bolsa etiquetada como "cobras escupidoras" en un envío procedente de Tailandia que también contenía serpientes, tortugas y nutrias. Debido a errores e inconsistencias en el pedido, no estaba claro si la empresa receptora de fauna silvestre era objeto de un engaño o si había intentado ocultar el envío.
Desde fines de la década de 1990, tanto la alta demanda como los altos precios resultantes han impulsado un mayor contrabando de loris perezosos a Japón. Aunque los empleados de las tiendas de mascotas declaran que sus loris perezosos son criados en cautiverio, los anuncios en los sitios web de las tiendas de mascotas indican que sus existencias provienen de Java, Sumatra o China. Los recién llegados a las tiendas también varían en tamaño y edad, lo que ha llevado al JWCS a sospechar que los loris perezosos se importan ilegalmente. El comercio oficial y legal de loris perezosos antes de la cobertura del Apéndice I de CITES (de 1998 a 2006) se limitaba a solo diez loris perezosos de Sunda de Malasia y Myanmar. Una revisión de 24 encuestas que cubrieron el comercio de vida silvestre entre 1990 y 2006 demostró que 228 loris perezosos se comerciaban extraoficialmente cada año y procedían de Camboya, Indonesia, Vietnam y Laos. Los principales centros comerciales fueron Yakarta, Medan, Singapur y Bangkok. También se documentaron numerosas rutas de comercio ilegal para cada especie antes de la votación de CITES de 2007 sobre la cobertura del Apéndice I en la publicación Notificación a las Partes.

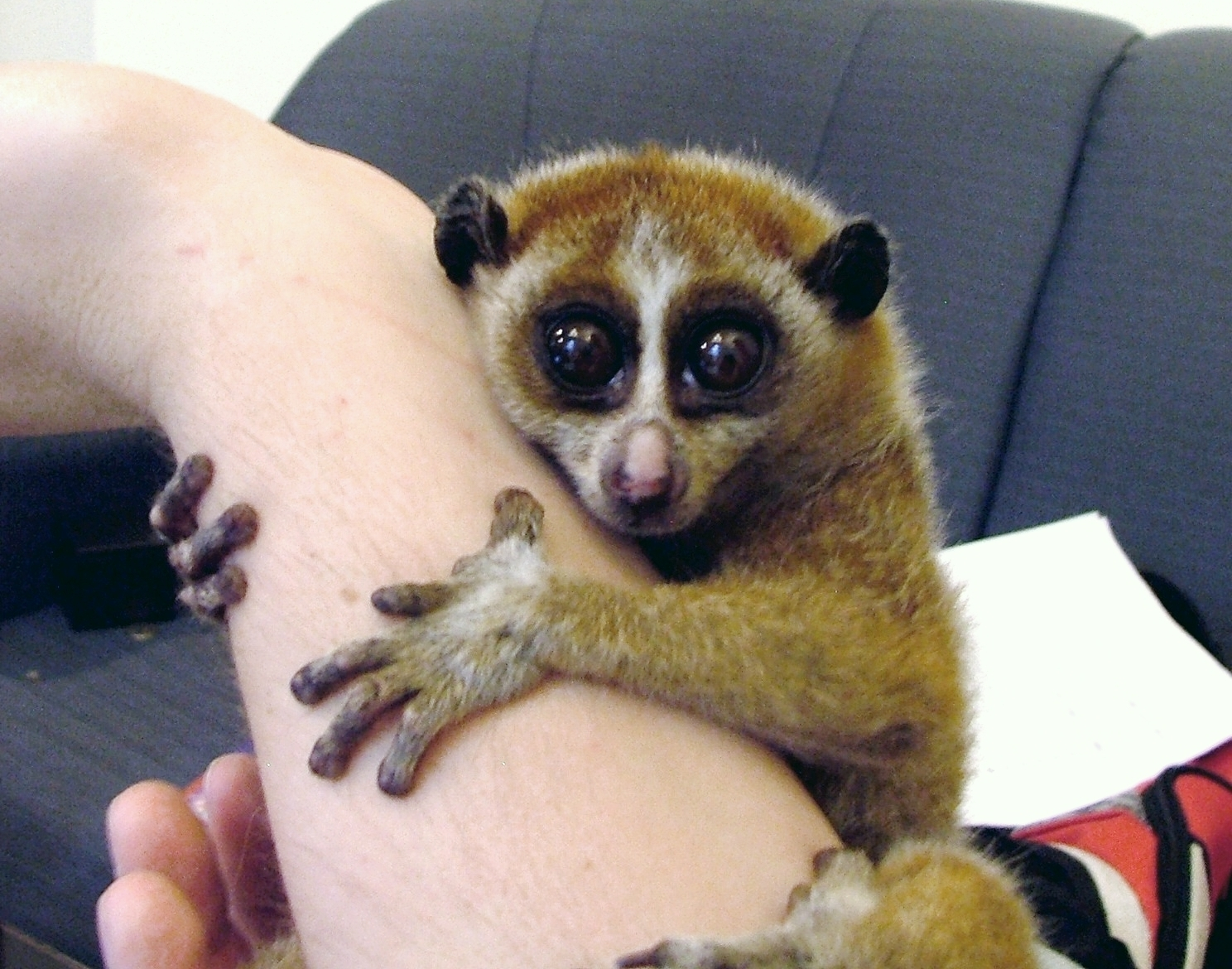
Los loris perezosos se pasan de contrabando a países como Japón y Estados Unidos, donde se han convertido en mascotas exóticas populares, en gran parte debido a su apariencia "tierna", que se ha popularizado en YouTube.

Una investigación de 2010 de Nekaris et al. informó que Laos, Camboya y Tailandia fueron los principales exportadores de loris perezosos, con Singapur y Malasia también involucrados. China e Indonesia también eran conocidas por el comercio internacional, aunque su comercio local era más significativo. Las partes de loris perezosos se exportaban típicamente desde Tailandia y Camboya, pero Malasia y Singapur exportaban principalmente animales vivos. El importador más destacado fue Japón, seguido de Estados Unidos y luego de la Unión Europea. Más de la mitad de las 400 importaciones ilegales eran animales vivos (238), mientras que el resto eran partes del cuerpo (122) o sin especificar (40).
Solo en Japón, se realizaron 39 confiscaciones, incluidos 363 animales vivos, entre 1998 y 2006, siendo 2006 el año pico. Durante el mismo período, funcionarios tailandeses, indonesios y singapurenses descubrieron 358 loris destinados a Japón. La IPPL ha informado detalles de varias confiscaciones por intentos de contrabando entre Tailandia y Japón, incluido un evento el 2 de mayo de 2007, donde 40 loris perezosos fueron confiscados en el aeropuerto de Narita solo un mes antes de la conferencia CITES que elevó el estado de los loris perezosos al Apéndice. I. Doce de esos animales murieron. Las muertes no son inusuales, con una tasa de mortalidad del 76% para todas las especies de loris perezosos confiscados, muchos mueren antes de ser trasladados a los zoológicos. El JWCS sospecha que la alta tasa de mortalidad entre los loris perezosos de contrabando hace que los comerciantes pasen de contrabando más loris perezosos de los que se necesitan para abastecer el mercado.
En Japón, la regularización no se considera muy estricta ya que solo el 23 % de los contrabandistas (9 de 39 casos) fueron acusados oficialmente entre 1998 y 2006. En cambio, la mayoría solo recibió multas. Con base en informes tomados de Kyodo News, el JWCS concluyó que la principal preocupación de los funcionarios de aduanas era la prevención de enfermedades infecciosas, como el ébola. Los loris perezosos a veces se mezclan con otras especies de comercio restringido, como los reptiles, y dado que las confiscaciones se dirigen a especies de alto perfil, es probable que las cifras de contrabando internacional sean "solo la punta del iceberg". Para dificultar aún más la detección, los loris perezosos se pueden esconder fácilmente en maletas, ya que tienden a enroscarse instintivamente y permanecer en silencio cuando se asustan.

### Esfuerzos de conservación

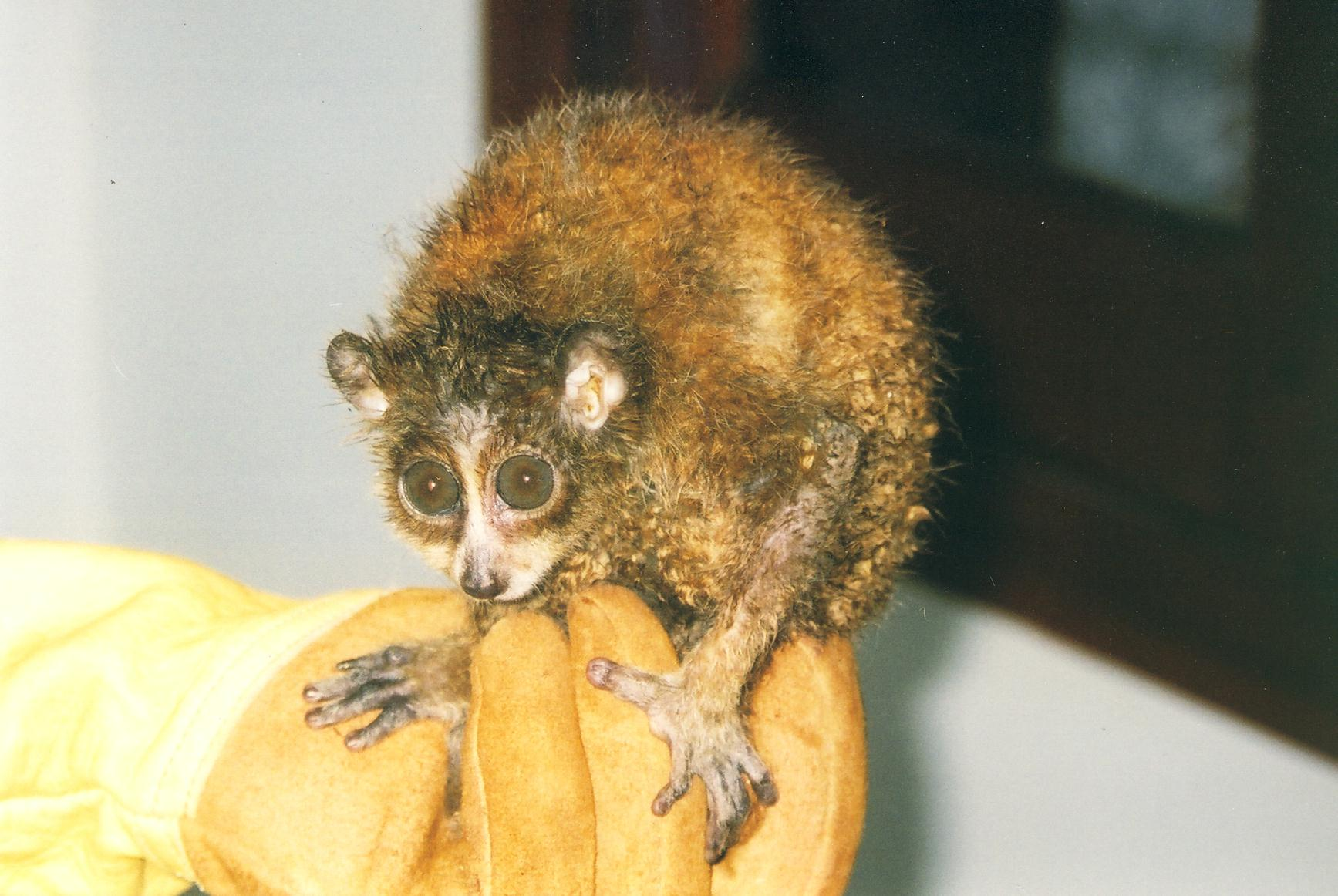
La mayoría de los loris perezosos rescatados de los mercados de animales mueren rápidamente por infección, estrés o por negligencia previa.

Se necesitan estudios para determinar las densidades de población existentes y la viabilidad del hábitat para todas las especies de loris perezosos. La conectividad entre las áreas protegidas es importante para los loris perezosos porque no están adaptados para dispersarse por el suelo a grandes distancias. Para reintroducciones exitosas, la conectividad entre sitios con baja densidad de población se considera ideal. También se necesitan extensiones de áreas protegidas en Borneo, Java y Sumatra.
A pesar de estar incluidos en la protección del Apéndice I de CITES y cubiertos por las leyes locales de conservación, los loris perezosos todavía están amenazados por el comercio local e internacional debido a problemas con la aplicación. El continuo comercio ilegal de vida silvestre ha puesto en serio peligro tanto el éxito como el futuro de un programa de inversión de US$310 millones del Banco Mundial para la biodiversidad de Asia oriental y sudoriental. En 2008, se llevaron a cabo talleres de capacitación para funcionarios encargados de hacer cumplir la ley y personal del centro de rescate en Singapur para ayudar a enseñar la identificación, el estado de conservación y la cría de loris perezosos. Las encuestas previas a la capacitación mostraron que el 87 % de los participantes no podían identificar las especies de loris perezosos, pero los talleres de un día tuvieron un impacto significativo.
La rehabilitación es viable para algunos loris perezosos confiscados. Organizaciones como Rescate Internacional de Animales (IAR, por sus siglas en inglés) administran santuarios que ofrecen cuidados de por vida a los loris perezosos a los que les han quitado los dientes, al mismo tiempo que brindan programas de educación y concientización a la población local para ayudar a terminar con el comercio interno. Al colaborar con las autoridades, los loris perezosos sanos se liberan de nuevo en la naturaleza. Sin embargo, la identificación es crítica porque las autoridades aún manejan a todos los loris perezosos como si fueran de una sola especie, lo que da como resultado que las especies se liberen en lugares equivocados y aumente la confusión en la taxonomía y la conservación.
Distintas especies de loris perezosos, como los loris perezosos de Bengala y Sunda, son especialmente vulnerables a la vida en los zoológicos. En 2011, el Sistema Internacional de Información sobre Especies (ISIS, por sus siglas en inglés) tenía solo 11 y 53 especímenes (respectivamente) archivados de zoológicos de todo el mundo. En los zoológicos de América del Norte, por ejemplo, varios de los 29 especímenes cautivos en 2008 eran híbridos que no podían reproducirse, mientras que la mayoría ya habían pasado sus años reproductivos, y el último nacimiento en cautiverio fue en 2001 en el zoológico de San Diego. Solo tres loris perezosos de Java se mantuvieron en zoológicos en 2011 según ISIS. A los loris perezosos pigmeos les está yendo mejor, con 100 especímenes reportados en zoológicos de todo el mundo en 2011. En los zoológicos de América del Norte, por ejemplo, la población ha aumentado a 74 animales entre el momento en que fueron importados a fines de la década de 1980 y 2008, y la mayoría de ellos nació en el Zoológico de San Diego.
El Zoológico de San Diego también ha escrito manuales de cría de loris perezosos, promovido la conciencia pública, realizado estudios de campo y apoyado las instalaciones de rescate de loris perezosos. El servicio postal vietnamita reconoció a los loris perezosos en un sello postal mediante el uso de una imagen de un loris perezoso de Bengala y su cría publicada por el Zoológico de San Diego en febrero de 1999.